# Pietre runiche di Gällsta
Le Pietre runiche di Gällsta, risalenti all'XI secolo, commemorano quattro generazioni della stessa famiglia vissuta nell'era vichinga in Svezia. Il gruppo di pietre erette comprende tre pietre runiche (U 229, U 231 e U 232) e un menhir (U 230) che non riporta nessuna iscrizione, ma solo l'incisione di una croce. Il sito si trova a nord di Stoccolma e a nord-est del lago Vallentunasjön, attorno al quale si riscontra la più alta concentrazione mondiale di pietre runiche. Tutte le pietre incise di Gällsta sono attribuite a Öpir, il più produttivo maestro di rune dell'antichità.
Le due generazioni più vecchie, Þorbjörn e suo figlio Oddi, sono menzionati solo su U 229. Il testo inciso ci informa che Oddi ebbe due figli, Halfdan e Tobbi o Tubbi. U 331 su eretta in memoria di Halfdan dai suoi quattro figli: Heðinvé, Eysteinn, Ulfr e Ólafr, mentre U 232 fu eretta in memoria di Tobbi/Tubbi dai suoi tre figli: Tosti, Sigfuss e Sigmarr.

## U 229

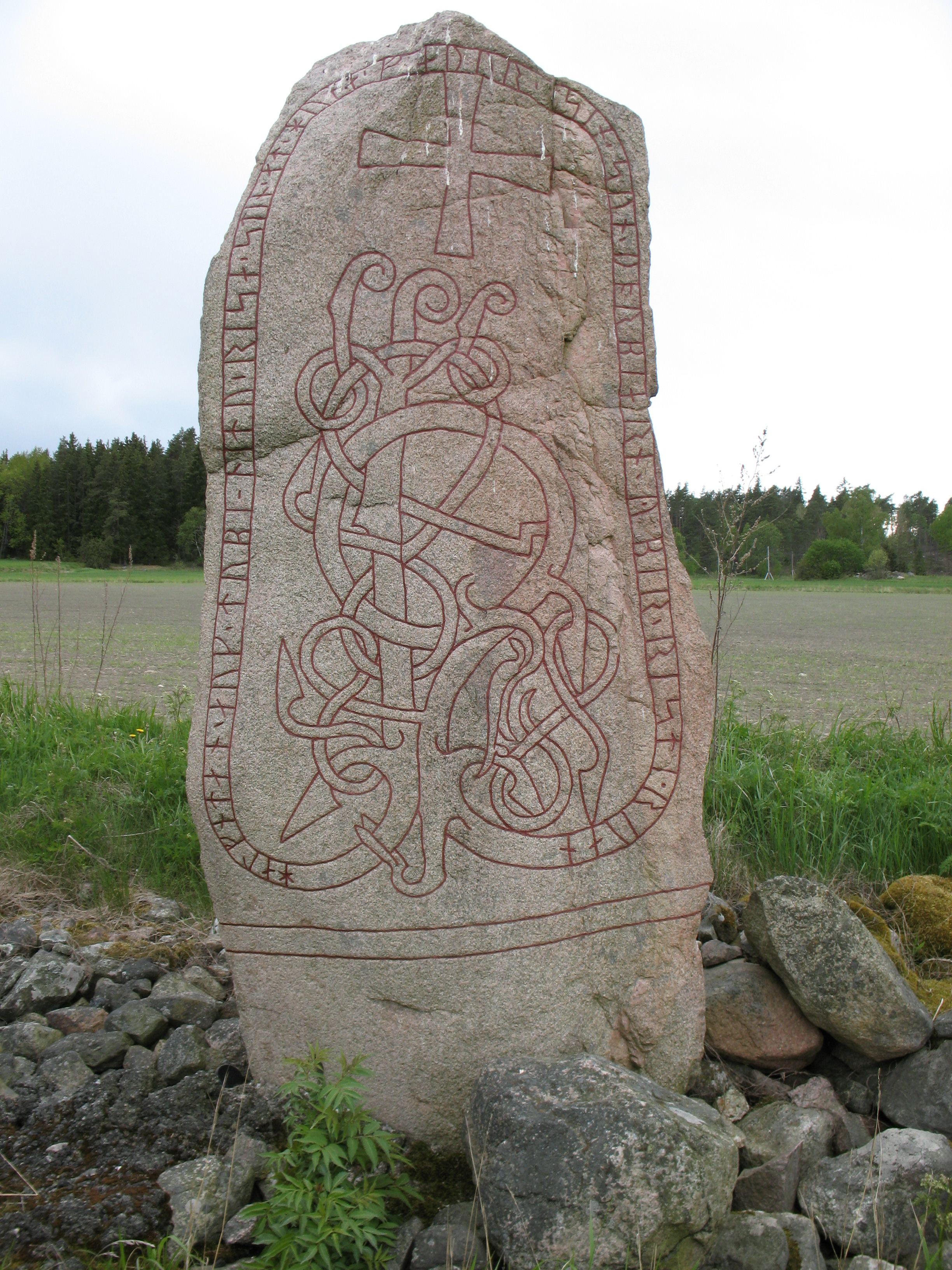
U 229.

Questa pietra runica è in granito, realizzata da Öpir, il quale realizzò più di 60 pietre incise.

### Traslitterazione in caratteri latini
halfntan ÷ auk ' tubi ÷ litu ' risa ' stin ' at ' huta ' faþur ' sin ' sun * þorbiarn ÷ ybir ÷ risti * ruan

### Trascrizione in norreno
Halfdan ok Tobbi/Tubbi letu ræisa stæin at Udda, faður sinn, sun ÞorbiarnaR. ØpiR risti runaR.

### Traduzione in italiano
"Halfdan e Tobbi/Tubbi hanno eretto la pietra in memoria di Oddi, loro padre, figlio di Þorbjôrn. Œpir incise le rune."

## U 231

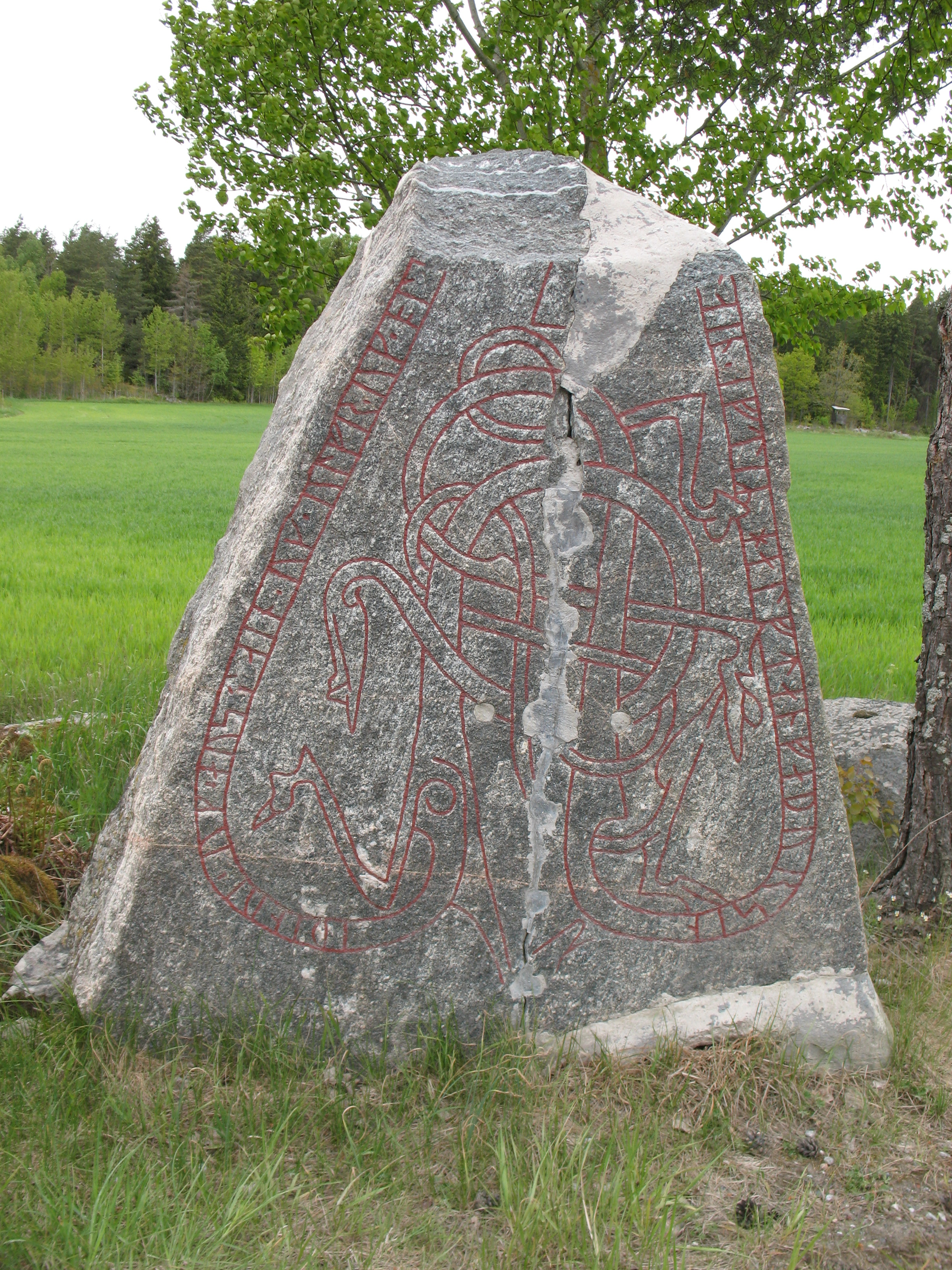
U 231.

La pietra runica è in gneiss e fu realizzata, come le altre da Öpir. Il monolite fu eretto attorno agli anni 1080 - 1130. Fu scoperta nell'anno 1633 e fu eseguito uno schizzo da parte dei runologi dell'epoca. Successivamente andò perduta per molto tempo e fu riscoperta solo negli anni 1870 nella vicina fattoria Söderlund, proprietà di un magistrato del posto; il quale aveva rotto il manufatto in due pezzi per utilizzarlo come colonne del suo ingresso. Quanto l'antiquario Richard Dybeck seppe quanto accaduto, incontrò il magistrato e lo rimproverò duramente. La pietra venne riassemblata ma venne perduta la parte superiore.

### Traslitterazione in caratteri latini
iþinui ' uk ' austain ' uk ' ulfr ' uk * ol(a)[fr * litu * raisa * s]tain * iftiR hal(f)tan faþur sin

### Trascrizione in norreno
Heðinvi ok Øystæinn ok UlfR ok OlafR letu ræisa stæin æftiR Halfdan, faður sinn.

### Traduzione in italiano
"Heðinvé e Eysteinn e Ulfr e Ólafr hanno eretto la pietra in memoria di Halfdan, loro padre."

## U 232

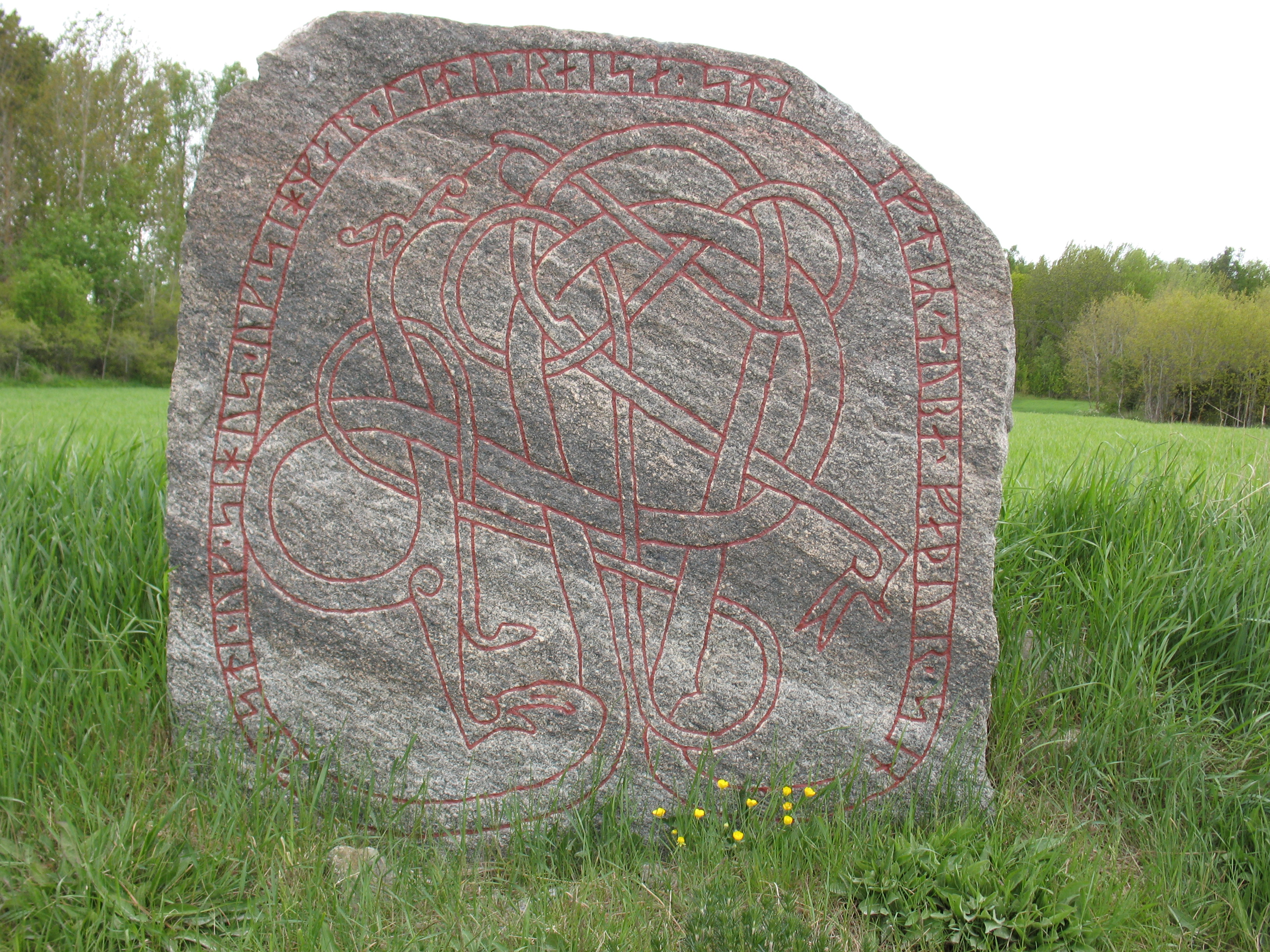
U 232.

Questa pietra runica è in granito, realizzata da Öpir 
.

### Traslitterazione in caratteri latini
tosti ÷ uk ' sihus ' uk ' sihmar ' litu ' raisa ' sta-- * iftiR ÷ tuba ÷ faþur * sin

### Trascrizione in norreno
Tosti ok Sigfuss ok Sigmarr letu ræisa stæ[in] æftiR Tobba/Tubba, faður sinn.

### Traduzione in italiano
"Tosti e Sigfúss e Sigmarr hanno eretto la pietra in memoria di Tobbi/Tubbi, loro padre."